# Giulia Be
Giulia Bourguignon Marinho (Río de Janeiro, 13 de agosto de 1999), más conocida por su nombre artístico Giulia Be, es una cantante e compositora brasileña.

## Biografía
Nacida y creada en Río de Janeiro, Giulia empezó a tocar piano a los seis años de edad y componer a los ocho y, actualmente, compone canciones en portugués, inglés y español. Empresariada por la madre Adriana Oiticica Bourguignon Marinho e hija del empresario Paulo Marinho, hermana del presentador y comediante André Marinho, del compositor y productor Dany Marinho y de la abogada Maria Proença Marino, hija de Maitê Proença. Durante el Rock in Río de 2017, fue con una amiga en el camarim de la banda Maroon 5 para tomar una foto y acabó cantando "She Will Be Loved" con los integrantes del grupo. Después de recibir elogios del guitarrista Mickey Madden de la banda por su voz, eso incentivó la artista y ella decidió largar la facultad de derecho que cursaba para seguir carrera musical.
En 2017 empezó a publicar covers en su canal en el YouTube, destacando en internet por el cover de la canción "Deixe-Me Ir" del grupo 1Kilo. Y, en 2021, fue la brasileña más joven indicada en la prestigiosa categoría "Mejor Nuevo Artista" en los Latin Grammys.

## Carrera
En 2018, firmó con la Warner Music y firmó su primer trabajo oficial, una colaboración en el single "With You" de Zerb. En febrero de 2019, Giulia lanzó su single de estrena "Too Bad". En poco tiempo de lanzamiento, la canción entró para trilha sonora de la novela de las nueve El Séptimo Guardián, de la Red Globo, y también entró para el top 50 volcáis del Spotify global. En abril del mismo año, Giulia lanzó "Chega", su segundo single y el primero interpretado en portugués.
En agosto de 2019, lanzó su tercer sencillo "Menina Solta", que presenta una sonoridade más tranquila que sus últimos singles. En diciembre de 2019 la música "Menina Solta" fue Top 10 del Spotify Brasil. La cantante lanzó una versión en español de la canción, "Chiquita Suelta", debido al éxito de la canción en algunos países latinos. En junio de 2020 el Disco de Giulia Be con la música "Menina Solta" conquistó el certificado de platina en Brasil. Fue incluida en la trilha sonora de la novela Amor sin par, de la RecordTV, como uno de los temas de la protagonista. A pesar del poco tiempo de carrera, Giulia se presentó en el Rock in Río de 2019 al lado de Projota y Vitão.
En marzo de 2020, Giulia lanzó "(Não) Era Amor", su cuarto sencillo, y en 15 de mayo su primero EP, "Solta". Las canciones "Se essa vida fosse um filme" y "Recaída", también sencillos del EP, tuvieron óptima repercusión. Giulia lanzó "Inesquecível", su primera colaboracíon, con Luan Santana el día 9 de octubre de 2020, también lanzando la versión en español de la canción, "Inolvidable", el mismo día. En 18 de diciembre, Giulia lanzó "Eu Me Amo Mais" como el quinto sencillo del EP "Solta", junto de la versión deluxe del extended play.
En septiembre de 2021, la artista fue indicada a los Latin GRAMMYs en la categoría Mejor Nuevo Artista.  Actualmente, Giulia Be está grabando su primera película: Tras el Universo. En la trama, la protagonista Nina, interpretada por Giulia, vive con las dificultades de haber lúpus,  enfermedad autoimune que puede atacar cualquier parte del cuerpo, que en el caso de ella ataca el rim. Quién a atente en el hospital es Gabriel (Henry Zaga), que la ayuda la lidar con inseguridades y luchas. La música también forma parte de la película, ya que el personaje supera las dificultades para tocar con una gran orquesta de São Paulo. 
En octubre de 2024, firmó con Sony Musicluego de terminar su contrato de 6 años con Warner Music. 